# Convention of Saint-Germain-en-Laye 1919
Convention of Saint-Germain-en-Laye 1919, var ett internationell avtal som undertecknades i Saint-Germain-en-Laye 1919. 
Avtalet reviderade Brussels Conference Act of 1890. Den introducerades i anslutning till Freden i Saint-Germain. 
Det föregående initiativet från 1890 ansågs behöva kompletteras. Konventionen bekräftade de europeiska staternas ställningstagande mot slaveri och slavhandel, och signaturstaterna antog sig att agera för det totala avskaffandet av alla former av slaveri, tvångsarbete, pseudo-adoption, påtvingat konkubinat, skuldslaveri och alla former av slavhandel.  
Den följdes av 1926 Slavery Convention.